# カクテルソース

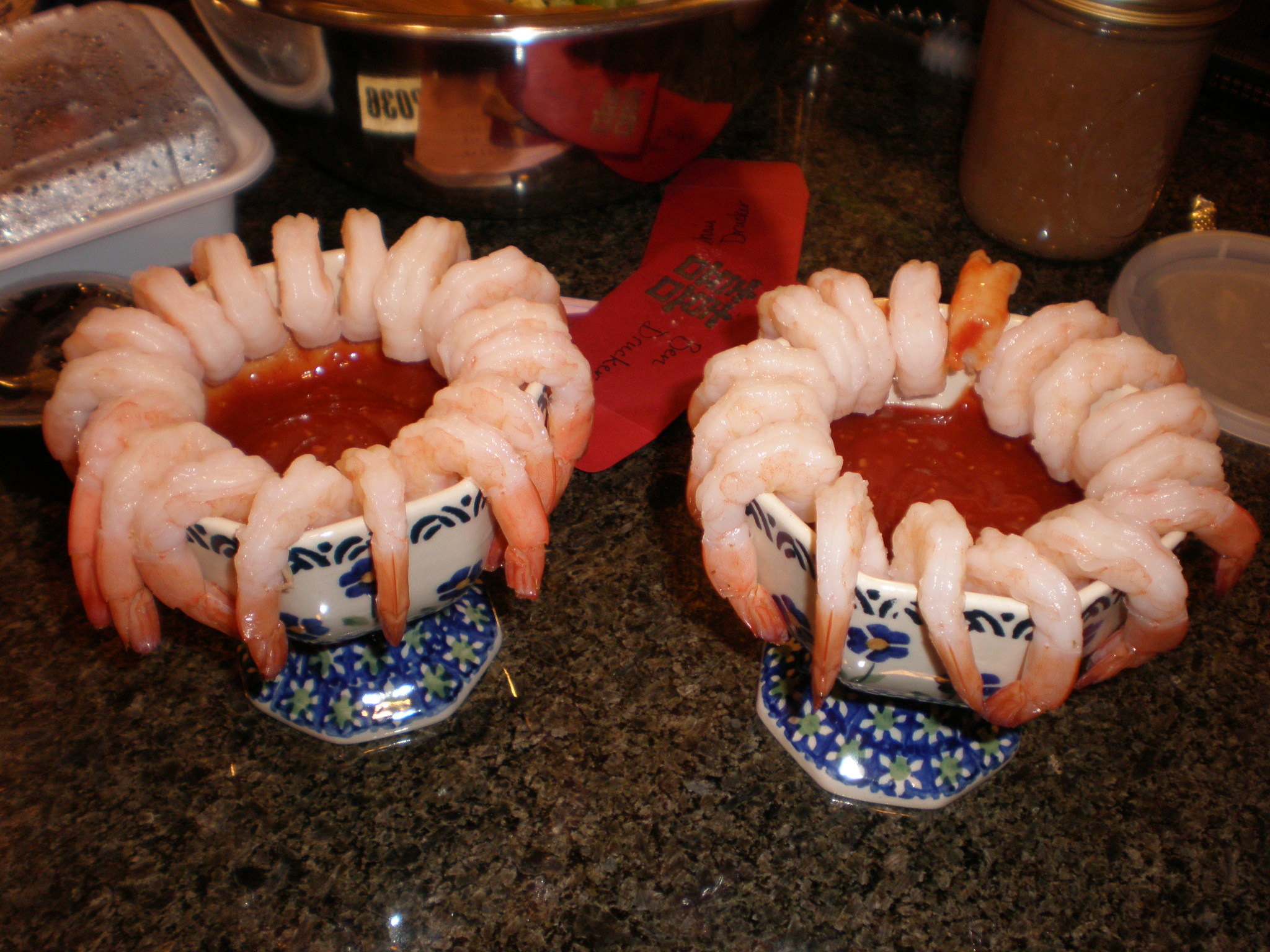
2つのシュリンプカクテル

カクテルソース(Cocktail sauce)は、主にシーフードと合わせて冷製または室温で食べられるソースである。イギリス人シェフであるファニー・クレイドックにより創案されたと言われている。

## 起源

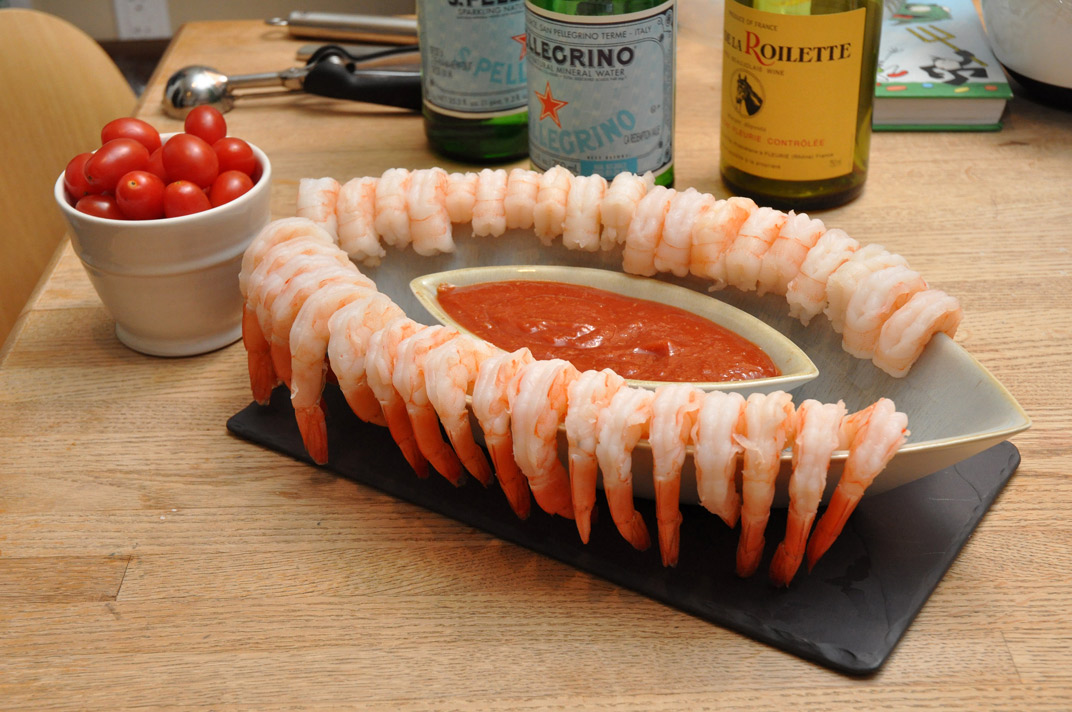
シュリンプカクテル

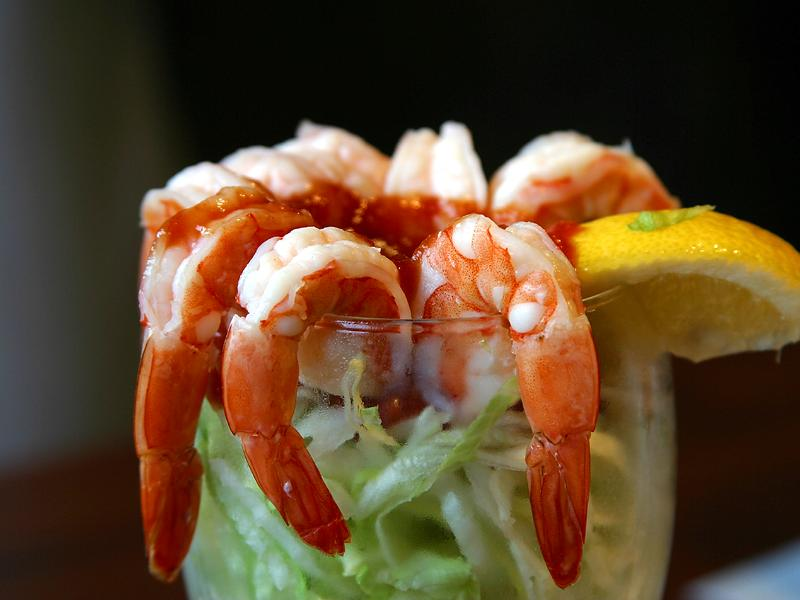
シュリンプカクテル

カクテルソースが最初に使われたシュリンプカクテルは、元々カクテルグラスの縁にエビをひっかけて提供される料理である。この料理が名前の由来となった。

## 種類

### アメリカ合衆国
アメリカ合衆国では、ケチャップを加熱したホースラディッシュと混ぜたものが基本である。レモン汁、ウスターソース、タバスコのいずれかまたは全部が加えられることも多い。ケチャップの代わりにチリソースを使う場合もある。

### ヨーロッパ
イギリス、アイルランド、アイスランド、フランス、ベルギー、オランダでは、マヨネーズとトマトソースを混ぜてエビと同じような色にするもので、サウザンアイランドドレッシングと似たものになる。ベルギーでは、少量のウイスキーを加えることも多い。殻を半分残して蒸したエビやシーフードとともに提供されることが多い。

### オーストラリア
オーストラリアでは、フィッシュアンドチップスに添えられることが多い。

## オイスターバー
アメリカ合衆国のオイスターバーでは、生のカキに添えられ、客は自分で混ぜて食べる。材料としては、多い順にケチャップ、ホースラディッシュ、ホットソース（タバスコ、ルイジアナホットソース、クリスタルホットソース）、ウスターソース、レモン汁を用いる。カキの皿の中央にスフレカップを乗せ、カクテルフォークとレモンスライスが添えられる。